# Albignac
Albignac (okzitanisch: Albinhac) ist eine französische Gemeinde mit 235 Einwohnern (Stand 1. Januar 2022) im Département Corrèze der Region Limousin  am westlichen Rand des Zentralmassivs. Sie gehört zum Arrondissement Brive-la-Gaillarde und zum Kanton Midi Corrézien.
Albignac ist der ursprüngliche Stammsitz des weit verzweigten Adelsgeschlechts gleichen Namens.

## Geografie
Die Gemeinde Albignac liegt etwa 14 Kilometer östlich von Brive-la-Gaillarde. Die westliche und südliche Gemeindegrenze bildet die Roanne, ein linker Nebenfluss der Corrèze. Das Dorf selbst befindet sich auf etwa 330 m Meereshöhe, 120 Meter über dem Flusstal der Roanne. Zu Albignac gehört der Ortsteil Flaugeat.
Nachbargemeinden von Albignac sind Palazinges im Nordosten, Beynat im Osten und Südosten, Lanteuil im Südwesten sowie Dampniat im Nordwesten.

## Wappen
Beschreibung: In Blau geviert mit einem durchgehenden goldenen Kreuz; in Feld 1 und 4 eine goldene Münze und in Feld 2 und 3 je ein silberner Keilerzahn.

## Einwohnerentwicklung
| Jahr      | 1962 | 1968 | 1975 | 1982 | 1990 | 1999 | 2007 | 2018 |
| Einwohner | 285  | 260  | 226  | 255  | 263  | 256  | 258  | 246  |

## Sehenswürdigkeiten

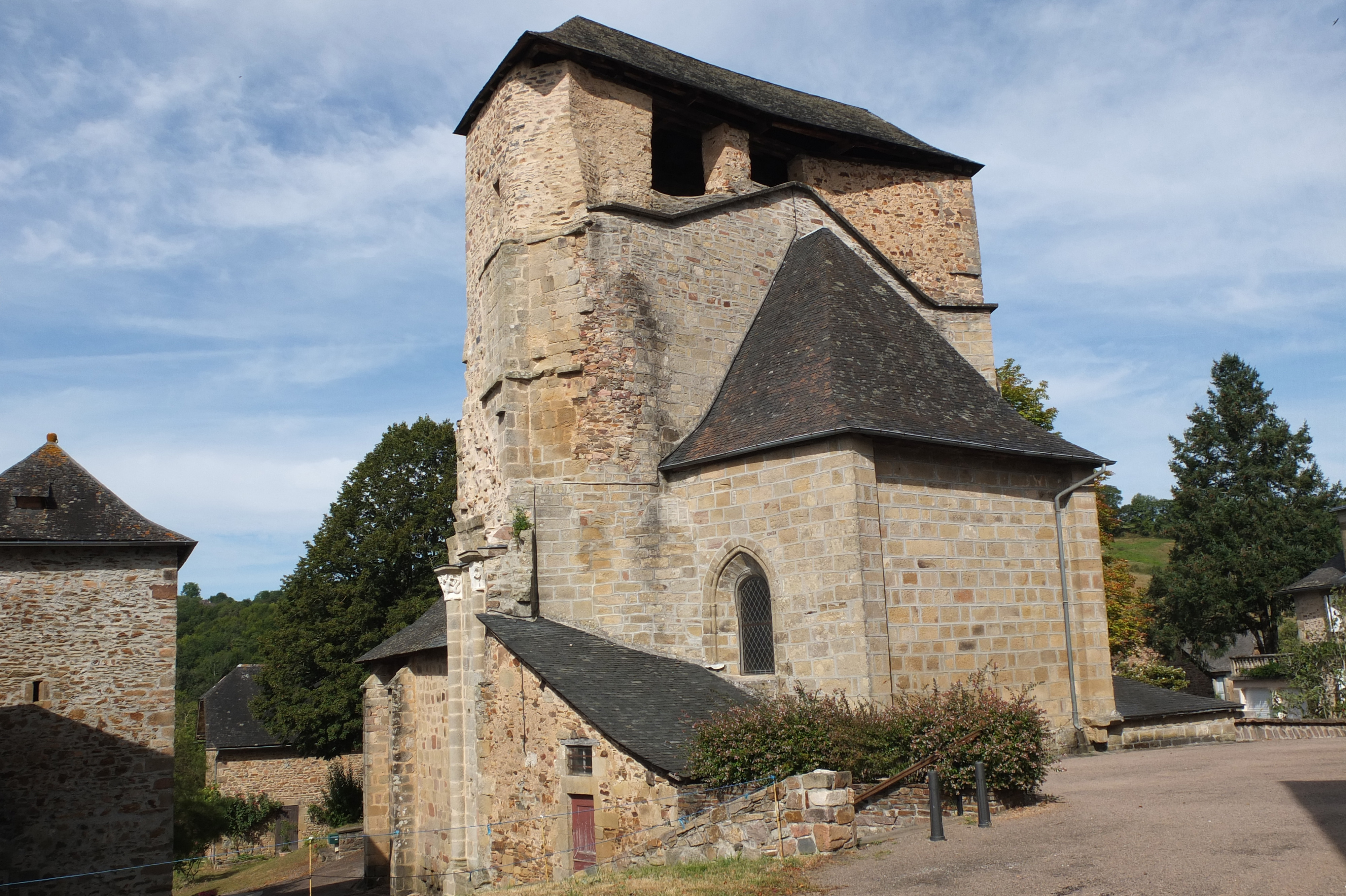
Kirche Mariä Geburt

Der Turm der Kirche Mariä Geburt (Église de la Nativité-de-Notre-Dame) stammt aus dem 12. Jahrhundert und ist als Monument historique ausgewiesen.